# Холо (город)
Холо ( филипп. Bayan ng Holo) — город, расположенный на северо-западной стороне острова Холо на Филиппинах, столица провинции Сулу. Численность населения — 125 564 жителей. Большая часть населения — мусульмане, 90 %. Христиан — 10 %. Часть жителей — китайцы, главным образом — переселенцы из Сингапура.
В Средние века Холо был столицей султаната Сулу, и когда Манила была ещё маленьким селением, Холо уже был оживлённым и развитым городом.

## История
По предположениям, название Холо образовано от китайских слов «хоу лан», в переводе — «добрые люди», или «хоу ло», то есть «хорошая община». Аборигенами острова являются представители народности таусуг (таусог), которые относятся к группе народов моро, исповедующих ислам. Эту религию сюда завезли арабы, первым проповедником был Карим уль-Махдум, прибывший сюда в 1380 г. Затем его дело продолжали Раджа Багинда и Саид абу-Бакр. Второй из них стал первым султаном Сулу.
Здесь располагалась резиденция султана, Астана Путих, то есть Белый Дворец. Султанат практически просуществовал до 1936 г. После экспедиции Магеллана испанцы пытались покорить мусульманское население султаната, но удалось им это не сразу. Кроме того, в более позднее время, в 1877 г., между Испанией, Англией и Германией был заключен договор, который уменьшил права испанцев на этой территории, но дал более свободный доступ другим европейским державам. В 1899 г., как и все Филиппинские острова, эта область попала под опеку американцев.
Ещё с древности местные жители вели торговлю с китайскими купцами. С 1770 до 1800 г. здесь наблюдался массовый приток переселенцев из Южного Китая, а чуть позже, когда население Холо переориентировалось на торговлю с Сингапуром, стали преобладать выходцы из Сингапура, но тоже китайского происхождения. Как сообщает в докладе португальский мореплаватель Жуан Карвалью, в Холо в 1803 г. проживало 1200 китайцев.
27 января 2019 года внутри собора Богоматери Кармельской был совершён теракт. По предварительной информации, погибли 18 и ранены более 80 человек. Ответственность за нападение взяло на себя «Исламское государство».

## Культурные традиции
Этноним таусог происходит от местных слов и переводится приблизительно как «люди воды, люди моря». Это говорит о том, что аборигены с древности владели навыками мореходства. Они были также воинственны.
Территория бывшего султаната ещё называется Бангсаморо, что в переводе с местных языков переводится как "Земля Моро". Кроме арабов и китайцев на развитие местных жителей оказали влияние и индонезийцы. Поэтому в их традициях заметны смешанные элементы.
Среди местных традиций интересны национальные танцы. Пангалай — народный праздничный свадебный танец. Пангалай ха Агонг — придворный танец. Музыкальные инструменты, под которые эти танцы исполняют — кулинтаббанг, габбанг, агонг.

## Экономика
Экономика Холо имеет аграрный характер. Здесь производят многие тропические культуры, кокосовый орех, абаку, кофе, мангостаны, дурианы, и другие. На городских предприятиях рабочие в основном заняты судостроением, плетением циновок, переработкой кофе и консервированием фруктов. Важная отрасль — рыболовство.

## Политическая обстановка
В силу того, что Холо расположен в зоне распространения ислама, и народ имеет местные национальные отличия, город является центром различных политических конфликтов. Влияние оказывают и близко расположенные мусульманские государства, Индонезия и Малайзия. Народы моро отстаивали свою независимость как в годы испанского владычества, так и после. Между 1972 и 1976 годами произошел мусульманский сепаратистский мятеж, в правление президента Маркоса. Погибло в общей сложности 120 000 человек. Эту борьбу проводит Национальный освободительный фронт моро (Moro National Liberation Front (MNLF)), который сейчас является ведущей партией в Автономном регионе Мусульманского Минданао. Радикальная исламистская группа Абу-Сайяф добивается полной независимости от католического правительства Филиппин. Резиденции этой группы расположены в Холо и в Басилане. Группа занимается террористической деятельностью. Например, в 2000 году были похищены 21 турист из Франции, Германии, Финляндии и ЮАР, и затребован выкуп в 20 млн долларов. Опасности подвержены также журналисты и репортеры. За захват или выдачу лидеров группы правительство США предлагает 5 млн долларов, и правительство Филиппин — 10 млн.
Острова Сулу и город Холо, в частности, посещают многие иностранцы, как туристы, так и бизнесмены, поэтому со стороны США проводится значительная работа по борьбе с экстремистами.